# Träffningen vid Fjälkinge
Träffningen vid Fjälkinge var den största sammandrabbningen mellan danskar och svenskar som utspelade sig mellan den danska landstigningen vid Råå den 2 november 1709 och slaget vid Helsingborg den 28 februari 1710 (enligt den svenska kalendern). Slaget slutade med en dansk seger.

## Bakgrund
Den danske kungen Fredrik IV hade länge planerat ett anfall mot Sverige, trots att freden i Traventhal år 1700 hade tvingat Danmark ur Stora nordiska kriget. Problemet var att för att kunna försörja en stor stående armé under fredstid hade man tvingats hyra ut en stor del av denna till konflikter i Europa, främst Spanska tronföljdskriget. De svenska styrkorna hade däremot länge varit upptagna i Ryssland och det förkrossande svenska nederlaget i Poltava den 28 juni 1709 gjorde dessutom läget allt mer fördelaktigt för en invasion. Efter förhandlingar om att föra tillbaka de uthyrda trupperna från kontinenten, samt med de allierade Ryssland och Sachsen-Polen för att säkra deras stöd, kunde planerna till slut sättas i verket och den danska krigsförklaringen nådde det svenska riksrådet den 18 oktober 1709. Den 2 november samma år landsteg den 16 000 man starka danska invasionsarmén under befäl av general Christian Ditlev Reventlow vid Råå söder om Helsingborg. Då de svenska styrkorna i Skåne, ledda av guvernör Magnus Stenbock, vid tillfället inte var starka nog att motstå den danska armén tvingades de slå till reträtt och danskarna kunde snabbt överta stora delar av Skåne. Helsingborg och Lund erövrades utan motstånd och de viktiga fästningsstäderna Landskrona och Malmö belägrades.

## Upptakten till striden
De svenska trupperna samlades vid Kristianstad där man hade runt 3 500 man. Dessa bestod mestadels av kavalleri genom Västgöta kavalleriregemente, Västgöta tre- och femmänningsregemente till häst, samt Skånska tre- och femmänningsregementet till häst. Det enda infanteri på plats var en bataljon ur Sachsiska infanteriregementet bestående av 494 sachsiska krigsfångar som valt att gå i svensk tjänst. Den 3 januari 1710 bröt Reventlow upp från sitt högkvarter i Bälteberga utanför Helsingborg och marscherade mot Kristianstad. Många av de danska trupperna var upplåtna för belägringarna av Malmö och Landskrona och en stor del av trupperna behövde stanna i Helsingborg för att försvara mot svenska trupper som skulle kunna anfalla från Halland. Reventlow kunde därför endast undvara 6 700 man av sin ursprungliga armé till marschen. Den danska expeditionskåren bestod av tre infanteriregementen: Livgardet till fots, Prins Christians regemente och Marinregementet; fyra kavalleriregementen: Första och Tredje själländska kavalleriregementet, Andra fynska kavalleriregementet, och Första jylländska kavalleriregementet; samt 200 man från artilleriet som medtog sex fyrpunds fältkanoner, två haubitsar, pontonmaterial och 50 trossvagnar. Armén marscherade ner mot Lödde å, där den sedan kunde nyttja landsvägen som gick från Malmö upp till Kristianstad (motsvarande dagens Europaväg 22).
Stenbock ansåg inte att Kristianstad hade något större strategiskt värde och planerade istället att mota den danska armen vid passen vid Mörrumsån och Norje. Kristianstads befästningar förstärktes så gott det gick, men huvuddelen av arméförråden förflyttades till Karlshamn, dit Stenbock begett sig den 10 januari efter att ha överlämnat befälet av staden till generalmajor Göran Gyllenstierna. Den 12 januari anlände Reventlow till Vä sydväst om Kristianstad, men valde att inte anfalla staden. Eftersom armén skulle bli tvungna att korsa den 200 meter långa och smala Långebro för att ta sig till stadens portar skulle den vara alldeles för blottad för kanoneld från stadens vallar och ett anfall på Kristianstad skulle enligt Reventlow bli alltför blodigt. Istället skickade han en trupp av 50 dragoner till Torsebro för att se om det var möjligt att korsa Helge å vid denna plats. På så sätt skulle han kunna inringa staden och skära av dess garnison från Blekinge. Där påträffade danskarna den 12 januari en svensk vakttrupp av 60 man infanteri och 150 man kavalleri och en mindre strid påbörjades. Efter att ursprungligen tvingats dra sig tillbaka kunde danskarna dagen efter föra fram förstärkningar och driva bort de svenska trupperna. Det svenska kavalleriet tog till flykten och infanteriet gav upp.

## Huvudstriden vid Fjälkinge
Gyllenstierna hade vid gryningen den 13 januari låtit sina trupper ta ställning vid vägkorsningen vid Rödaled nordväst om Nosaby medan han själv stannat kvar i Kristianstad för att överse evakueringen av staden samt förstörelsen av Långebro. Efter erövringen av Torsebro sände Reventlow iväg Livregementets dragoner under generalmajor Christian Rodsteen för att jaga efter de flyende svenska ryttarna. Efter följde resten av det danska kavalleriet, ledda av generallöjtnant Frantz Joachim von Dewitz, och där bakom marscherade infanteriet under Reventlow. Runt lunchtid nådde befälhavaren för de svenska ryttarna i Torsebro, ryttmästare Sven Hierta, fram till Gyllenstierna och kunde berätta att danskarna hade reparerat bron och att huvuddelen av armén var på väg över. Då Gyllenstierna insåg att hans styrka snart skulle vara underlägsen den danska gav han order om att de svenska trupperna skulle dra sig tillbaka reträtt och lämnade Kristianstad. Han lämnade kvar en eftertrupp på 30 sachsiska fotsoldater vid korsningen i ett försök att sakta ner danskarna, men dessa var för få för att bjuda tillräckligt motstånd och kapitulerade så fort de danska dragonerna nådde fram. En förtrupp ur Livregementets dragoner om 150 man nådde ifatt Gyllenstiernas trupper strax innan Fjälkinge. För att sakta ner danskarnas framfart gav han order till Hierta att ta ställning strax öster om Fjälkinge med Västgöta kavalleriregemente och en bataljon ur Sachsiska infanteriregementet för att förhindra att bli kringränd av de danska trupperna. Platsen var väl vald vid en förträngning av vägen, kantad av vinkelräta stengärdesgårdar på båda sidor. De sachsiska fotsoldaterna tog ställning bakom gärdsgårdarna medan ryttarna stod uppställda på själva vägen. Förtruppens befälhavare, överstelöjtnant Koppelau, rapporterade tillbaka om svenskarnas ställning och Rodsteen beordrade sina trupper att göra halt medan han skickade generaladjutant Huitfeldt till Reventlow för att fråga om han skulle gå till anfall. Reventlow skickade genast tillbaka order om att Rodsteen omedelbart skulle gå till anfall och "ikke at lade Fjenden undløpe".
Anfallet utfördes vid skymningstid och vid åsynen av de anfallande danskarna tog de svenska ryttarna till flykten utan att erbjuda motstånd. De sachsiska fotsoldaterna lämnades ensamma kvar, men lyckades hinna avfyra två salvor mot de danska dragonerna och 13 ryttare fick hästarna skjutna under sig. Rodsteens livdragoner fortsatte ändock sitt anfall och red förbi sachsarna för jaga efter de svenska ryttarna. Strax efter dragonerna anlände resten av det danska kavalleriet och generallöjtnant von Dewitz anropade sachsarna och erbjöd dem att överge sig, vilket de utan omsvep gjorde. Som krigsfångar kände de ingen större lojalitet mot den svenska kronan och många av dem gick istället därefter i dansk tjänst. Öster om Fjälkinge träffade Rodsteens trupper på de främre skvadronerna ur Västgöta tre- och femmänningsregemente till häst, som överrumplades och flydde hals över huvud, vilket skapade oordning i de övriga skvadronerna. Snart anlände dessutom von Dewitz med sina trupper och trots att mörkret hade börjat falla på och ett kraftfullt snöfall fortsatte man sitt anfall mot resten av det svenska kavalleriet. Gyllenstierna försökte organisera ett motanfall och fick samlat ihop 300 ryttare, men vid det tillfället hade det redan hunnit bli så mörkt att han fick ge upp sina försök och följa resten av trupperna i reträtten. Vägen från Fjälkinge blev allt mer oframkomlig i mörkret. Den var full av övergivna svenska trossvagnar och kantades av stora stenar som orsakade flera danska kavallerister att falla med sina hästar och skada sig allvarligt. Reventlow lät sina trumpetare blåsa till halt och jakten avbröts sju kilometer öster om Fjälkinge.